# 9866 Kanaimitsuo
9866 Kanaimitsuo eller 1991 TV4 är en asteroid i huvudbältet som upptäcktes den 15 oktober 1991 av den japanska astronomen Satoru Otomo i Kiyosato. Den är uppkallad efter Mitsuo Kanai.
Asteroiden har en diameter på ungefär 3 kilometer.